# Сентрал (Луизиана)
Сентрал (англ. Central) —  город в приходе Ист-Батон-Руж в штате Луизиана в Соединённых Штатах Америки.
Согласно проведённой в 2020 году переписи населения США, число жителей города составляло 29 565 человек; это третий в приходе (округе) и десятый в штате город по численности населения.

## История
Сентрал стал одним из нескольких населённых пунктов штата, которые серьёзно пострадали во время сильного наводнения в Луизиане в 2016 году. Мэр Шелтон заявил, что число горожан пострадавших от наводнения, составило около 25 000 человек.

## География
Город Сентрал расположен в восточно-центральной части прихода Ист-Батон-Руж между двумя реками: с рекой Комит на западной границе и рекой Амит, которая образует границу с приходом Ливингстон. Эти две реки сходятся на южных границах города.
По данным Бюро переписи населения США, общая площадь Центрального округа составляет 62,5 квадратных миль (161,9 км2), из которых 62,2 квадратных мили (161,2 км2) приходится на сушу, а 0,3 квадратных мили (0,7 км2), или 0,44%, — на воду.